# Мышинский, Эрнст Леонидович
Эрнст Леонидович Мышинский (род. 31 августа 1937, Ленинград) — учёный, инженер-кораблестроитель, специалист в области судовых энергетических установок, создатель малошумных механизмов, лауреат Государственной премии (1984).

## Биография
Родился в Ленинграде. В 1960 году окончил Ленинградский кораблестроительный институт.
С 1959 года работал в ЦНИИ имени академика А. Н. Крылова: прошел трудовой путь от техника до начальника отделения.
В 1968 году начальник сектора корабельных дизельных установок.
В 1972 году начальник отделения акустики, аэродинамики и прочности судовых энергетических установок.
В 1991 году начальник отделения акустики судов, энергетических установок и оборудования.
В 1984 году защитил звание доктора технических наук. С 1988 года профессор Ленинградского кораблестроительного института. Автор многих научно-методических и учебных пособий для студентов кораблестроительных специальностей.
В 1984 году награждён Государственной премией. Э. Л. Мышинский — Почетный судостроитель РФ, Заслуженный деятель науки РФ, член Правления Российского акустического общества, член Президиума Восточно-европейской ассоциации акустиков, действительный член Российской метрологической академии и Санкт-Петербургской инженерной академии.

## Научные разработки
Э. Л. Мышинский — специалист в области судовых энергетических установок и их работы в экстремальных условиях. В 1960—1962 годах провел исследования по проблеме обеспечения безопасной эксплуатации дизельных подводных лодок при работе энергетической установки по замкнутому циклу. Результаты исследований внедрил на малых подводных лодках проекта А615. Изучил вопросы изменения параметров судовых дизелей в неблагоприятных климатических условиях, в частности проблему тепловой перегрузки дизелей в тропических районах. Руководил разработкой и обоснованием основных принципов создания малошумных механизмов. Создал два поколения корабельных малошумных механизмов. Предложил новые эффективные методы автоматической подбалансировки роторных машин при изменении тепловых и нагрузочных режимов.

## Публикации
- Мышинский Э. Л. Борьба с вибрацией и шумом в инженерной практике. — СПб: ЦНИИ им. Крылова А. Н., 2011.
- Мышинский Э. Л. Судовые поршневые двигатели внешнего сгорания (двигатели Стирлинга). — Л.: Судостроение, 1976.
- Мышинский Э. Л. То, что запомнилось, или записки ветерана-корабела. — СПб: ФГУП «Крыловский гос. науч. центр», 2015.
- Попков В. И., Мышинский Э. Л. Виброакустическая диагностика в судостроении. — Л.: Судостроение, 1989.
- Мышинский Э. Л. Подводные лодки с анаэробными энергетическими установками. — СПб.: ЦНИИ им. Крылова А. Н., 2006.